# Mads Reinholdt Rasmussen
Mads Reinholdt Rasmussen, danski veslač, * 24. november 1981.
Rasmussen je za Dansko nastopil na Poletnih olimpijskih igrah 2004, 2008 in  2012, v disciplini lahki dvojni dvojec. Na igrah leta 2004 v Atenah je bil danski čoln četrti, v Pekingu je osvojil bronasto medaljo, leta 2012 v Londonu pa zlato.